# United Rugby Championship 2023-24
El United Rugby Championship de 2023-24 fue la vigésimo tercera edición de la Liga Celta y la tercera bajo la denominación de United Rugby Championship.
Glasgow se consagró campeón al derrotar a Bulls en la gran final.

## Formato
Fase regular
Los 16 equipos se agrupan geográficamente en cuatro grupos de cuatro equipos cada uno:
- Grupo Escocia-Italia incluye los dos equipos de Escocia y dos de Italia;
- Grupo Gales incluye a los cuatro equipos Galeses;
- Grupo Irlanda incluye a los cuatro equipos Irlandeses;
- Grupo Sudáfrica incluye a los cuatro equipos Sudafricanos;

La fase regular consta de 18 fechas que se disputan:
- Seis contra cada uno de los demás equipos de su misma conferencia (local y visitante);
- Doce frente a cada uno de los rivales de las otras conferencias.

Puntuación
Para ordenar a los equipos en la tabla de posiciones se los puntuará según los resultados obtenidos.
- 4 puntos por victoria.
- 2 puntos por empate.
- 0 puntos por derrota.
- 1 punto bonus por ganar haciendo 3 o más tries que el rival.
- 1 punto bonus por perder por siete o menos puntos de diferencia.

Eliminatorias
- Se confeccionará una tabla general, en donde los mejores ocho equipos clasificarán a la instancia de cuartos de final, con la ventaja de la localía para el equipo mejor ubicado en la tabla.

## Fase Regular

### Tabla general
| Pos. | Equipo           | Encuentros | Encuentros | Encuentros | Encuentros | Tantos | Tantos | Tantos | PB | PB | Puntos |
| Pos. | Equipo           | PJ         | PG         | PE         | PP         | F      | C      | Dif    | BO | BD | Puntos |
| ---- | ---------------- | ---------- | ---------- | ---------- | ---------- | ------ | ------ | ------ | -- | -- | ------ |
| 1.º  | Munster          | 18         | 13         | 1          | 4          | 483    | 318    | +165   | 11 | 3  | 68     |
| 2.º  | Bulls            | 18         | 13         | 0          | 5          | 639    | 433    | +206   | 11 | 3  | 66     |
| 3.º  | Leinster         | 18         | 13         | 0          | 5          | 554    | 350    | +204   | 11 | 2  | 65     |
| 4.º  | Glasgow Warriors | 18         | 13         | 0          | 5          | 519    | 353    | +166   | 11 | 2  | 65     |
| 5.º  | Stormers         | 18         | 12         | 0          | 6          | 468    | 348    | +120   | 7  | 4  | 59     |
| 6.º  | Ulster           | 18         | 11         | 0          | 7          | 437    | 409    | +18    | 5  | 5  | 54     |
| 7.º  | Benetton         | 18         | 11         | 1          | 6          | 411    | 400    | +11    | 6  | 2  | 54     |
| 8.º  | Ospreys          | 18         | 10         | 0          | 8          | 414    | 449    | –35    | 8  | 2  | 50     |
| 9.º  | Lions            | 18         | 9          | 0          | 9          | 526    | 398    | +128   | 8  | 6  | 50     |
| 10.º | Edinburgh        | 18         | 11         | 0          | 7          | 416    | 397    | +19    | 3  | 2  | 49     |
| 11.º | Connacht         | 18         | 9          | 0          | 9          | 404    | 432    | -28    | 4  | 5  | 45     |
| 12.º | Cardiff          | 18         | 4          | 1          | 13         | 384    | 410    | –26    | 4  | 10 | 32     |
| 13.º | Scarlets         | 18         | 5          | p          | 13         | 313    | 575    | –262   | 4  | 3  | 27     |
| 14.º | Sharks           | 18         | 4          | 0          | 14         | 343    | 431    | -88    | 3  | 6  | 25     |
| 15.º | Dragons          | 18         | 3          | 0          | 15         | 300    | 611    | –311   | 1  | 3  | 26     |
| 16.º | Zebre            | 18         | 1          | 1          | 16         | 345    | 643    | –298   | 4  | 5  | 15     |

|  | Campeón de Shield y clasificado a cuartos de final y a la European Rugby Champions Cup 2024-25. |
|  | Clasificado a cuartos de final y a la European Rugby Champions Cup 2024-25.                     |
|  | Clasificado a cuartos de final y a la European Rugby Challenge Cup 2024-25.                     |
|  | Campeón de Shield, clasificado a European Rugby Champions Cup 2024-25.                          |
|  | Clasificados a la European Rugby Challenge Cup 2023-24.                                         |

### Shield Escocia-Italia
| Pos. | Equipo           | Encuentros | Encuentros | Encuentros | Encuentros | Tantos | Tantos | Tantos | PB | PB | Puntos |
| Pos. | Equipo           | PJ         | PG         | PE         | PP         | F      | C      | Dif    | BO | BD | Puntos |
| ---- | ---------------- | ---------- | ---------- | ---------- | ---------- | ------ | ------ | ------ | -- | -- | ------ |
| 1.º  | Glasgow Warriors | 6          | 5          | 0          | 1          | 159    | 85     | +74    | 3  | 1  | 24     |
| 2.º  | Benetton         | 6          | 4          | 0          | 2          | 143    | 111    | +32    | 3  | 0  | 19     |
| 3.º  | Edinburgh        | 6          | 3          | 0          | 3          | 121    | 124    | -3     | 1  | 1  | 14     |
| 4.º  | Zebre            | 6          | 0          | 0          | 16         | 106    | 209    | –103   | 0  | 2  | 2      |

### Shield Gales
| Pos. | Equipo   | Encuentros | Encuentros | Encuentros | Encuentros | Tantos | Tantos | Tantos | PB | PB | Puntos |
| Pos. | Equipo   | PJ         | PG         | PE         | PP         | F      | C      | Dif    | BO | BD | Puntos |
| ---- | -------- | ---------- | ---------- | ---------- | ---------- | ------ | ------ | ------ | -- | -- | ------ |
| 1.º  | Ospreys  | 6          | 5          | 0          | 1          | 147    | 103    | +44    | 4  | 0  | 24     |
| 2.º  | Scarlets | 6          | 3          | 0          | 3          | 124    | 132    | –8     | 3  | 1  | 16     |
| 3.º  | Cardiff  | 6          | 2          | 0          | 4          | 169    | 150    | +19    | 2  | 4  | 14     |
| 4.º  | Dragons  | 6          | 2          | 0          | 4          | 91     | 146    | –55    | 0  | 1  | 9      |

### Shield Irlanda
| Pos. | Equipo   | Encuentros | Encuentros | Encuentros | Encuentros | Tantos | Tantos | Tantos | PB | PB | Puntos |
| Pos. | Equipo   | PJ         | PG         | PE         | PP         | F      | C      | Dif    | BO | BD | Puntos |
| ---- | -------- | ---------- | ---------- | ---------- | ---------- | ------ | ------ | ------ | -- | -- | ------ |
| 1.º  | Leinster | 6          | 4          | 0          | 2          | 129    | 93     | +36    | 2  | 2  | 20     |
| 2.º  | Ulster   | 6          | 4          | 0          | 2          | 130    | 126    | +4     | 0  | 2  | 18     |
| 3.º  | Munster  | 6          | 2          | 0          | 4          | 118    | 109    | +9     | 2  | 3  | 13     |
| 4.º  | Connacht | 6          | 2          | 0          | 4          | 104    | 153    | -49    | 0  | 2  | 10     |

### Shield Sudáfrica
| Pos. | Equipo   | Encuentros | Encuentros | Encuentros | Encuentros | Tantos | Tantos | Tantos | PB | PB | Puntos |
| Pos. | Equipo   | PJ         | PG         | PE         | PP         | F      | C      | Dif    | BO | BD | Puntos |
| ---- | -------- | ---------- | ---------- | ---------- | ---------- | ------ | ------ | ------ | -- | -- | ------ |
| 1.º  | Bulls    | 6          | 5          | 0          | 1          | 185    | 110    | +75    | 4  | 1  | 25     |
| 2.º  | Stormers | 6          | 5          | 0          | 1          | 153    | 153    | 0      | 2  | 0  | 22     |
| 3.º  | Lions    | 6          | 2          | 0          | 4          | 155    | 147    | +8     | 2  | 3  | 13     |
| 4.º  | Sharks   | 6          | 0          | 0          | 6          | 88     | 171    | -83    | 0  | 3  | 3      |

## Fase Final
|  | Cuartos de final | Cuartos de final | Cuartos de final |                  |    | Semifinal | Semifinal | Semifinal |  |   | Final | Final | Final |  |
|  |                  |                  |                  |                  |    |           |           |           |  |   |       |       |       |  |
|  |                  |                  |                  |                  |    |           |           |           |  |   |       |       |       |  |
|  | 2                | Bulls            | 30               |                  |    |           |           |           |  |   |       |       |       |  |
|  | 2                | Bulls            | 30               |                  |    |           |           |           |  |   |       |       |       |  |
|  | 7                | Benetton         | 23               |                  |    |           |           |           |  |   |       |       |       |  |
|  | 7                | Benetton         | 23               |                  | 2  | Bulls     | 25        |           |  |   |       |       |       |  |
|  |                  |                  |                  |                  | 2  | Bulls     | 25        |           |  |   |       |       |       |  |
|  |                  |                  | 3                | Leinster         | 20 |           |           |           |  |   |       |       |       |  |
|  | 3                | Leinster         | 3                | Leinster         | 20 | 43        |           |           |  |   |       |       |       |  |
|  | 3                | Leinster         |                  |                  |    |           |           |           |  |   |       |       |       |  |
|  | 6                | Ulster           | 20               |                  |    |           |           |           |  |   |       |       |       |  |
|  | 6                | Ulster           | 20               |                  |    |           |           |           |  | 2 | Bulls | 16    |       |  |
|  |                  |                  |                  |                  |    |           |           |           |  | 2 | Bulls | 16    |       |  |
|  |                  |                  | 4                | Glasgow Warriors | 21 |           |           |           |  |   |       |       |       |  |
|  | 1                | Munster          | 4                | Glasgow Warriors | 21 | 23        |           |           |  |   |       |       |       |  |
|  | 1                | Munster          |                  |                  |    |           |           |           |  |   |       |       |       |  |
|  | 8                | Ospreys          | 7                |                  |    |           |           |           |  |   |       |       |       |  |
|  | 8                | Ospreys          | 7                |                  | 1  | Munster   | 10        |           |  |   |       |       |       |  |
|  |                  |                  |                  |                  | 1  | Munster   | 10        |           |  |   |       |       |       |  |
|  |                  |                  | 4                | Glasgow Warriors | 17 |           |           |           |  |   |       |       |       |  |
|  | 4                | Glasgow Warriors | 4                | Glasgow Warriors | 17 | 27        |           |           |  |   |       |       |       |  |
|  | 4                | Glasgow Warriors |                  |                  |    |           |           |           |  |   |       |       |       |  |
|  | 5                | Stormers         | 10               |                  |    |           |           |           |  |   |       |       |       |  |
|  | 5                | Stormers         | 10               |                  |    |           |           |           |  |   |       |       |       |  |
|  |                  |                  |                  |                  |    |           |           |           |  |   |       |       |       |  |

| Bandera de Escocia       |
| Campeón Glasgow Warriors |
| Segundo título           |